# Angiosperm Phylogeny Group
Angiosperm Phylogeny Group (APG, Група філогенії покритонасінних) — міжнародний колектив ботаніків-систематиків, котрий працює над досягненням консенсусу в класифікації покритонасінних рослин, котрий враховував би нові відомості про зв'язки квіткових рослин, отримані шляхом молекулярного аналізу ДНК.
Наслідком співпраці учасників колективу стали чотири публікації (котрі часто іменуються як APG I (1998), APG II (2003), APG III (2009), APG IV (2016)), у котрих була зроблена спроба виправити недоліки попередніх систем покритонасінних рослин (Cronquist 1981; Thorne 1992, 2001; Takhtajan 1997) з точки зору сучасних філогенетичних теорій, котрі базуються на аналізі послідовностей ДНК.
Перша публікація APG I означила серйозні зміни у класифікації покритонасінних: у той час, як попередні системи відображали думку одного-двох учених, APG I була результатом спільної праці 29 учених-систематиків, котрі опрацювали значний матеріал по молекулярній філогенії покритонасінних рослин. Таким чином, покритонасінні стали першою великою таксономічною групою організмів, система котрої зазнала суттєвої переробки переважно на основі молекулярних характеристик.
Система Артура Кронквіста (опублікована у 1981 році), котра мала вплив у наукових колах, протягом 1990-х років почала зазнавати все гострішої критики. Молекулярні дані, котрі стали відомими з 1990 року, проаналізовані за допомогою кладистичних методів, дозволили прояснити уявлення про філогенетичні зв'язки одних груп рослин і змусили радикально переглянути інші. Класифікація APG у значно більшій мірі відповідає цілям філогенетичної систематики, котрі полягають у тому, що класифікація рослин повинна відображати дані про спорідненість рослин.
Система класифікації APG базується на результатах аналізу двох хлоропластних і одного рибосомального генів. Вибір генетичного матеріалу клітинних органел не є випадковим, оскільки у систематиці тварин подібним чином для досліджень використовують мітохондріальні гени. Однією з важливих відмінностей генома клітинних органел від генома ядра клітини є суттєво менша швидкість еволюційних змін генома клітинних органел у часі (існує навіть поняття «мітохондріальний годинник»).
Перша класифікація APG I, опублікована у 1998 році, була замінена у 2003 році оновленою версією — системою APG II. Основні зміни у новішій версії полягають у наступному:
- застосування нових назв (евдикоти, монокоти, розиди) для груп організмів рангом вище порядку замість формалізованих наукових назв;
- впорядкування великої кількості таксонів з нез'ясованим у традиційних системах положенням;
- пропозиція альтернативних класифікацій для деяких груп рослин (наприклад, у межах певної групи кількість родин може бути змінена за рахунок злиття у меншу родину або ж за рахунок розмежування у декілька дрібніших родин). Такі таксони в рамках APG II іменуються «bracketed».

## Перспективи
Незалежні дослідники, у тому числі учасники APG, продовжують публікувати власні погляди на таксономію покритонасінних рослин. Класифікація не є завершеною, вона тільки відображає сучасні погляди, котрі базуються на знаннях, відомих і доступних на сьогодні. У той же час зростає кількість авторитетних наукових публікацій, котрі застосовують саме цю класифікацію.

## Учасники
Колектив формату APG I (1998) представлений такими учасниками: Arne A. Anderberg, Anders Backlund, Birgitta Bremer, Kåre Bremer, Barbara G.Biggs, Mark W. Chase, Peter K. Endress, Michael F. Fay, Peter Goldblatt, Mats H.G. Gustafsson, Sara B. Hoot, Walter S. Judd, Mari Källersjö, Elizabeth A. Kellogg, Kathleen A. Kron, Donald H. Les, Cynthia M. Morton, Daniel L. Nickrent, Richard G. Olmstead, Robert A. Price, Christopher J. Quinn, James E. Rodman, Paula J. Rudall, Peter F. Stevens, Vincent Savolainen, Douglas E. Soltis, Pamela E. Soltis, Kenneth J. Sytsma та Mats Thulin.
Колектив формату APG II (2003) представлений такими учасниками: Arne A. Anderberg, Біргітта Бремер, Kåre Bremer, Mark W. Chase, Michael F. Fay, Peter Goldblatt, Walter S. Judd, Mari Källersjö, Jesper Kårehed, Kathleen A. Kron, Johannes Lundberg, Daniel L. Nickrent, Richard G. Olmstead, Bengt Oxelman, J. Chris Pires, James L. Reveal, James E. Rodman, Paula J. Rudall, Douglas E. Soltis, Pamela S. Soltis, Peter F. Stevens, Vincent Savolainen, Kenneth J. Sytsma, Michelle van der Bank, Kenneth Wurdack, Jenny Q.-Y. Xiang та Sue Zmarzty.
Розробку APG II підтримують такі установи:
- Шведська королівська академія наук, Швеція
- Уппсальський університет, Швеція
- Королівські ботанічні сади в К'ю, Велика Британія
- Університет Флориди, США
- Міссурійський ботанічний сад, США
- Maryland University, США

Внесок у дослідження зробили також і інші установи по всьому світу.